# Hypothèse de la nébuleuse
L'hypothèse de la nébuleuse solaire est le modèle le plus communément accepté pour expliquer la formation et l'évolution du Système solaire. L'hypothèse suggère que le Système solaire s'est formé à partir de matière provenant d'une nébuleuse. Cette théorie a été développée par Emmanuel Kant et publiée de manière anonyme en 1755 dans une monographie intitulée Histoire naturelle générale et théorie du ciel (en).
Originellement appliqué seulement au Système solaire, ce processus de formation des systèmes planétaires est aujourd'hui largement considéré comme étant à l'œuvre dans l'ensemble de l'Univers. La variante moderne la plus acceptée de cette théorie est le modèle du disque de la nébuleuse solaire (MDNS) ou, plus simplement, modèle de la nébuleuse solaire. Cette hypothèse de la nébuleuse offre plusieurs explications sur une grande variété de propriétés que possède le Système solaire, incluant les orbites quasi circulaires et coplanaires des planètes, et leur mouvement dans la même direction que la rotation du Soleil. Aujourd'hui, quelques éléments de l'hypothèse de la nébuleuse se retrouvent dans les théories modernes de la formation des planètes, mais la majorité de ses éléments ont toutefois été mis de côté.
Selon l'hypothèse de la nébuleuse, les étoiles se forment dans des nuages très massifs et denses d'hydrogène moléculaire – des nuages moléculaires géants. Ces nuages sont gravitationnellement instables et la matière qui s'y amalgame se regroupe en petits amas plus denses, qui, à leur tour, tournent, s'effondrent et forment des étoiles. La formation des étoiles est un processus complexe qui produit toujours un disque protoplanétaire gazeux autour de la jeune étoile. Ce processus peut éventuellement donner naissance à des planètes dans certaines circonstances qui ne sont pas encore très bien connues. La formation des systèmes planétaires est donc considérée comme étant un résultat naturel de la formation des étoiles.
Une étoile comme le Soleil prend approximativement 1 million d'années à se former, avec un disque protoplanétaire qui évoluera en un système planétaire après 10 à 100 millions d'années.
Le disque protoplanétaire est un disque d'accrétion qui nourrit l'étoile en son centre. Initialement très chaud, le disque se refroidit avec le temps en ce qui est connu comme une étape d'étoile variable de type T Tauri ; ici, la formation de petits grains de poussière faits de roche et de glace est possible. Les grains peuvent éventuellement se coaguler en planétésimaux dont la grandeur peut atteindre le kilomètre. Si le disque est assez massif, l'accrétion exponentielle peut alors commencer, résultant en une formation rapide — 100 000  à   300 000 ans — d'embryons planétaires, qui peuvent varier de la taille d'un satellite naturel jusqu'à celle de Mars. Plus près de l'étoile, les embryons planétaires entrent dans un stade de fusionnement violent, produisant des planètes telluriques. Cette dernière étape peut prendre environ 100 millions à un milliard d'années.
La formation des planètes géantes est cependant un peu plus compliquée. On pense qu'elle se fait au-delà de la ligne des glaces, au-delà de laquelle les embryons planétaires sont constitués majoritairement de différents types de glaces. Conséquemment, elles sont plusieurs fois plus massives que celles dans la partie interne du disque protoplanétaire. Ce qui se passe après la formation des embryons n'est pas encore complètement compris. Certains embryons semblent continuer à grandir et éventuellement atteindre de 5 à 10 masses terrestres (M⊕), qui est la valeur limite nécessaire au commencement de l'accumulation du gaz hélium-hydrogène qui provient du disque. L'accumulation de gaz par le noyau est initialement un processus lent qui continue pendant plusieurs millions d'années, mais après que la protoplanète en formation atteint environ 30 M⊕, le processus s'accélère et procède de manière emballée. Des planètes comme Jupiter et Saturne sont considérées comme ayant accumulé la majorité de leur masse dans une période de seulement 10 000 ans. L'accrétion s'arrête quand le gaz du disque s'est épuisé. Les planètes peuvent aussi migrer sur de grandes distances pendant ou après leur formation. On pense que des géantes de glace, comme Uranus ou Neptune, seraient des « noyaux échoués », qui se seraient formés trop tard, alors que le disque avait presque totalement disparu.

## Histoire
En 1644, Descartes décrit dans les Principia philosophiae un mécanisme de formation du système solaire fondé sur des mouvements tourbillonnaires incessants qui animeraient un fluide subtil dans lequel baignerait notre monde.
En 1687, dans les Philosophiae naturalis principia mathematica, Newton critique le modèle de Descartes mais sans formuler par ailleurs une hypothèse cosmogonique précise.
En 1734, Emanuel Swedenborg propose des hypothèses sur la nébuleuse solaire,. 
En 1745, Buffon postule que les planètes auraient été expulsées du Soleil lors d'une collision rasante d'une comète passant à son périhélie.
Emmanuel Kant est familier avec le travail de Swedenborg et s'en prendra à lui en 1766 dans Les rêves d’un visionnaire pour démontrer l’impossibilité de l’intuition intellectuelle.
Mais il est surtout interpellé par les hypothèses de Newton et développe à sa suite une théorie de formation du système solaire et des galaxies qu'il publie de manière anonyme en 1755,,. Il y postule que les nuages gazeux, les nébuleuses, tournent lentement, s'effondrent graduellement et s'aplatissent à cause de la gravité, formant éventuellement des étoiles et des planètes,. Sa Théorie du ciel tente de résoudre les questions cosmologiques laissées de côté par Newton. Il décrit la structure de notre galaxie et applique sa conception aux nébuleuses extra-galactiques, postulant une théorie des univers-îles, répartis dans le vide intergalactique et évoluant calmement et de manière isolée. Les observations astronomiques ultérieures ont cependant prouvé que les galaxies n'évoluent pas de manière isolée mais que leur évolution se fait par l’interaction avec leur environnement et les autres galaxies.
Un modèle de nébuleuse solaire semblable à celui de Kant est indépendamment développé et proposé par Pierre-Simon de Laplace en 1796, dans son Exposition du système du monde. Il y postule que le Soleil avait, originellement, une atmosphère chaude étendue à la grandeur du volume du Système solaire. Sa théorie soutient qu'il y a eu contraction et refroidissement du nuage protosolaire — la nébuleuse protosolaire. Lors de son refroidissement et de sa contraction, il s'est aplati et s'est mis à tourner plus rapidement, jetant une série d'anneaux gazeux de matière, et selon lui, les planètes se sont condensées et sont apparues de cette matière. Son modèle est similaire à celui de Kant, mais plus détaillé et sur une plus petite échelle. Alors que le modèle nébulaire laplacien est celui qui domine le XIXe siècle, il rencontre bon nombre de difficultés. Son principal problème réside dans la distribution du moment cinétique entre le Soleil et les planètes. En effet, les planètes possèdent 99 % du moment cinétique, et ce fait ne peut pas être expliqué par son modèle. Conséquemment, cette théorie de la formation des planètes est largement abandonnée au début du XXe siècle.

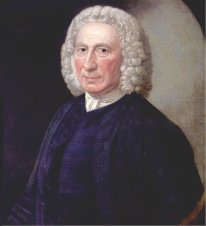
Emanuel Swedenborg.
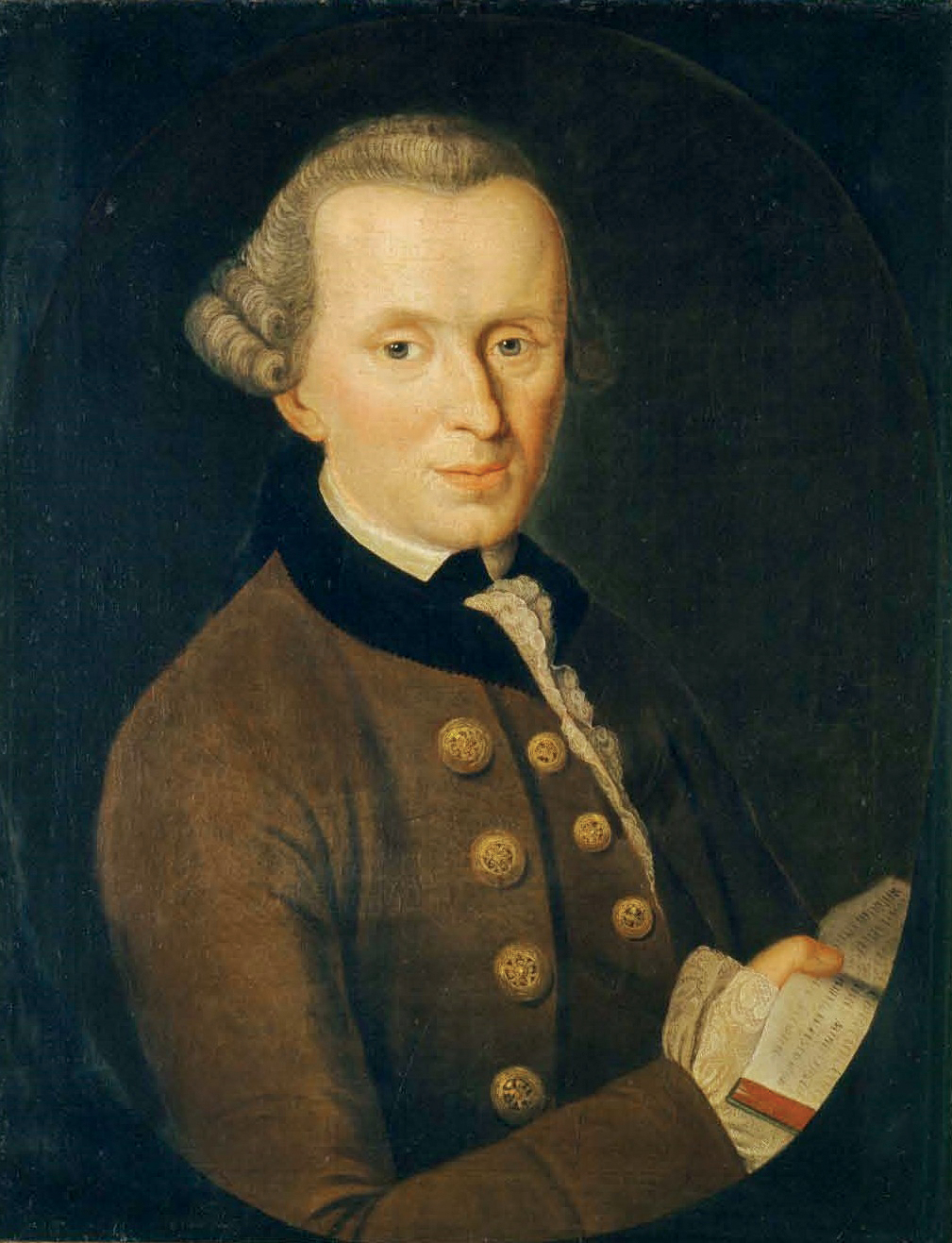
Emmanuel Kant.
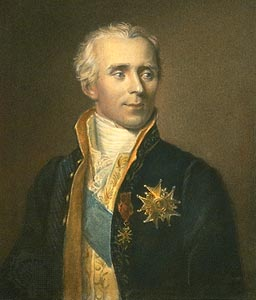
Pierre-Simon de Laplace.

L'abandon du modèle laplacien a motivé les scientifiques à lui trouver un remplaçant. Au cours du XXe siècle, plusieurs théories sont proposées, incluant la Planetesimal theory de Thomas Chrowder Chamberlin et Forest Ray Moulton (1901), le Tidal model de James Hopwood Jeans (1917), le Accretion model de Otto Schmidt (1944), la Protoplanet theory de William McCrea (1960) et, finalement, la Capture theory de Michael Woolfson. En 1978, Andrew Prentice (en) ressuscite les idées laplaciennes à propos de la formation des planètes et développe la théorie laplacienne moderne. Aucun de ces essais n'obtient un succès complet et plusieurs des théories suggérées sont avant tout seulement descriptives.

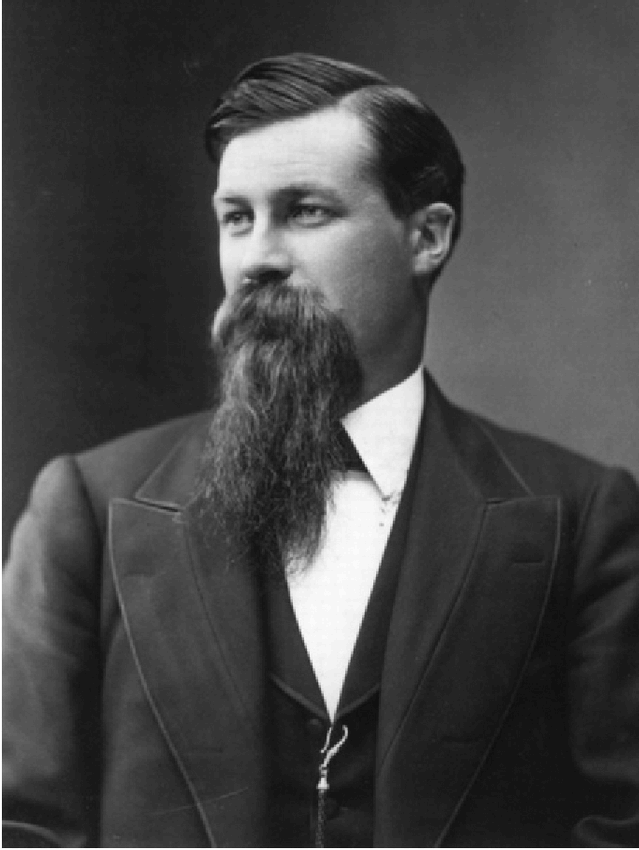
Thomas Chrowder Chamberlin.
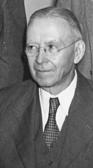
Forest Ray Moulton.
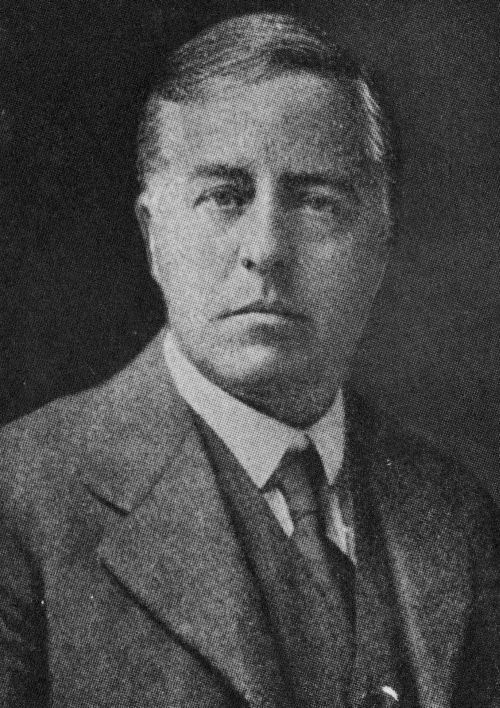
James Jeans.
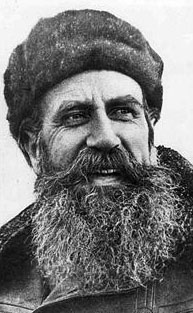
Otto Schmidt.

La naissance de la théorie moderne largement acceptée de la formation planétaire — le modèle du disque nébuleux solaire — peut être accordée à l'astronome soviétique Viktor Safronov. Son livre Evolution of the protoplanetary cloud and formation of the Earth and the planets, traduit en anglais en 1972, a eu un effet durable sur la manière dont les scientifiques pensent et conçoivent la formation des planètes. Dans cet ouvrage, presque tous les problèmes majeurs du processus de la formation des planètes sont formulés et quelques-uns d'entre eux sont même résolus.
Ses idées sont davantage développées dans les travaux de George Wetherill, qui découvre l'accrétion exponentielle. Originellement appliqué seulement au Système solaire, le « Modèle du Disque de Nébuleuse Solaire » (MDNS) a été ensuite généralisé à l'ensemble de l'Univers par les théoriciens.

## Modèle de la nébuleuse solaire: succès et problèmes

### Succès
Le processus de formation des étoiles résulte naturellement en l'apparition du disque d'accrétion autour du jeune objet stellaire. À l'âge d'environ 1 million d'années, 100 % des étoiles risquent d'avoir un tel disque. Cette conclusion est soutenue par la découverte de disques gazeux et poussiéreux autour de protoétoiles et d'étoiles T Tauri, ainsi que par des considérations théoriques. L'observation de tels disques montre que les grains de poussière à l'intérieur de ceux-ci grandissent sur de courts intervalles de temps (milliers d'années), produisant des particules d'environ 1 centimètre.
Le processus d'accrétion, par lequel des planétésimaux d'1 km d'envergure grossissent en des corps de 1 000 km de diamètre, est aujourd'hui bien compris. Ce processus se développe à l'intérieur de n'importe quel disque où la densité de planétésimaux est suffisamment élevée, et se produit de manière emballée. Plus tard, la croissance ralentit et se transforme en une accrétion dite « oligarchique ». Le résultat final est la formation d'embryons planétaires de grandeurs diverses, qui dépend de sa distance du Soleil. Différentes simulations ont démontré que la fusion d'embryons dans la partie interne du disque protoplanétaire mène à la formation de planètes de la taille de la Terre. C'est pour cela que l'origine des planètes telluriques est aujourd'hui considérée comme un problème presque résolu.

### Problèmes et critiques
Les caractéristiques physiques des disques d'accrétion posent certains problèmes. Le plus important est celui où la matière, qui est accrétée par la protoétoile, perd de son moment cinétique. Une explication possible, suggérée par Hannes Alfvén, est que le moment cinétique est perdu par le vent solaire lors de sa phase T Tauri. Le mouvement serait donc transporté dans les parties extérieures du disque par des stress de viscosité[Quoi ?]. La viscosité est générée par une turbulence macroscopique, mais le mécanisme précis qui produit cette turbulence n'est pas bien connu. Un autre processus possible est le freinage magnétique, où la rotation de l'étoile est transférée au disque qui l'entoure via son champ électromagnétique. Le processus principal responsable de la disparition du gaz dans le disque est la « diffusion visqueuse » et la « photo-évaporation »,.
La formation de planétésimaux est le plus grand problème non résolu dans le modèle du disque nébuleux. En effet, les mécanismes en jeu pour amener l'agglutinement de particules de 1 cm de diamètre en planétésimaux de 1 km restent un mystère. Ces mécanismes semblent être la clé qui pour comprendre pourquoi certaines étoiles ont des planètes, alors que d'autres n'ont rien autour d'elles, même pas de ceintures de poussières.
La formation des planètes géantes est un autre problème irrésolu. Les théories présentes sont incapables d'expliquer comment leurs noyaux peuvent se former assez rapidement pour accumuler des quantités significatives de gaz aussi rapidement du disque protoplanétaire qui disparait,. La faible durée de vie des disques, qui est de moins de 10 millions d'années, apparait comme étant plus courte que le temps nécessaire pour la formation de leur noyau.
Un autre problème de la formation des planètes géantes est leur migration. Des calculs montrent que leurs interactions avec le disque peut causer une migration interne rapide, qui, si non arrêtée, peut se traduire par la planète atteignant les « régions centrales encore en tant qu'objet sub-jovien, » . Une des critiques les plus importantes a été formulée par James Clerk Maxwell au XIXe siècle, qui soutient que la « différence de rotation entre la partie interne et la partie externe de l'anneau » ne permettrait pas la condensation de matière. Cela a aussi été rejeté par l'astronome David Brewster, qui dit que « ceux qui croient en la théorie de la nébuleuse solaire considèrent comme une certitude le fait que la matière solide et l'atmosphère de notre planète proviennent d'un anneau jeté de l'atmosphère solaire, qui s'est ensuite contracté en une sphère terrestre solide, de laquelle la Lune a été éjectée par le même procédé ». Il argumente que selon une telle vision, « la Lune doit nécessairement avoir possédé de l'eau et de l'air provenant des parties humides et gazeuses de la Terre et devrait donc avoir une atmosphère, ». Brewster soutient que les croyances religieuses de Sir Isaac Newton ont précédemment considéré les idées nébulaires comment tendant vers l'athéisme, et il le cite ainsi : « La croissance de nouveaux systèmes provenant d'anciens, sans présence d'intervention divine, lui semblait apparemment absurde,. »

## Formation d'étoiles et de disques protoplanétaires

### Protoétoiles

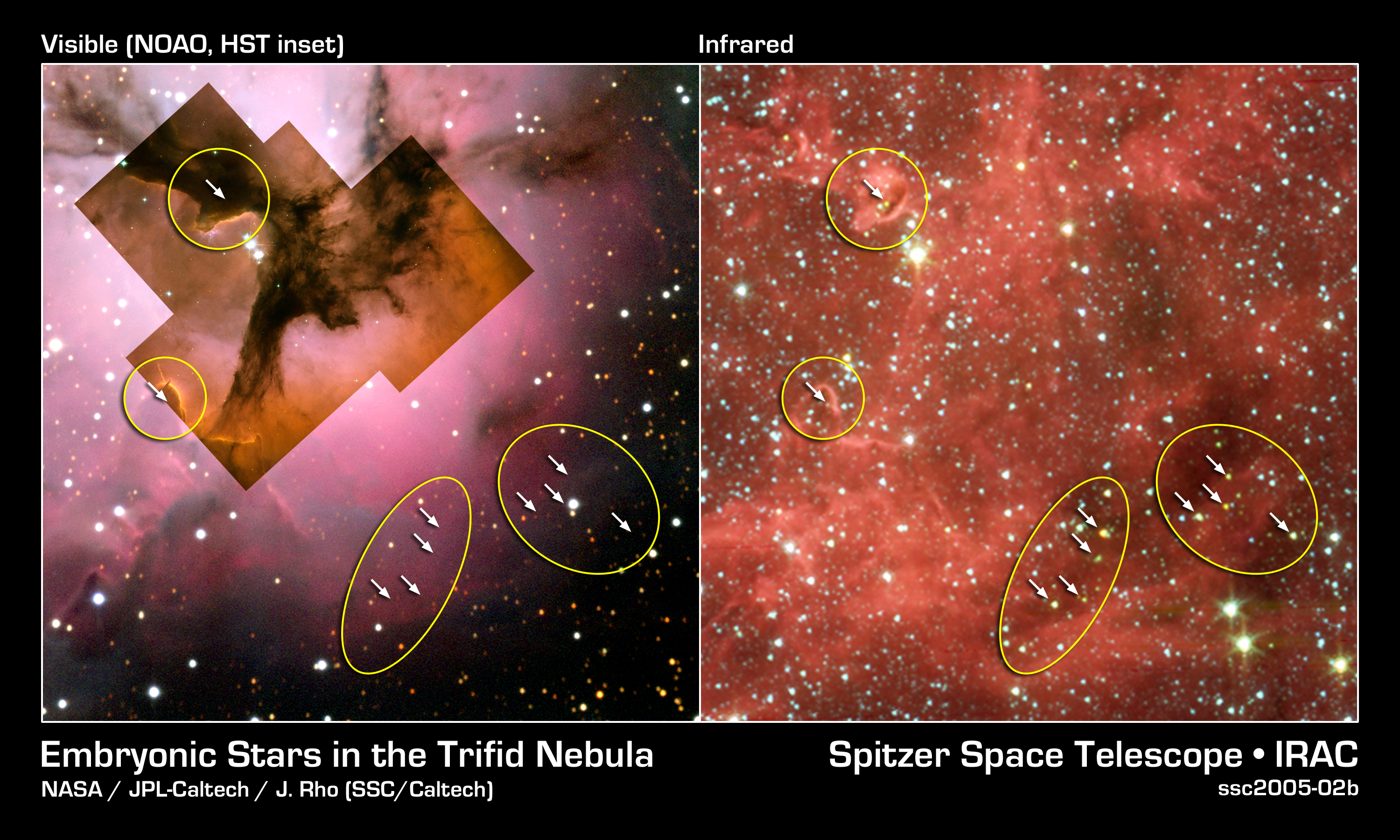
Images en lumière visible (gauche) et infrarouge (droite) de la nébuleuse Trifide, une pouponnière d'étoiles située à 5400 années-lumière de la Terre dans la constellation du Sagittaire.

Les étoiles se formeraient à l'intérieur de nuages géants d'hydrogène moléculaire froid, des nuages moléculaires géants d'environ 300 000 masses solaires et 20 parsecs (pc) de diamètre,. Au cours des millions d'années, les nuages moléculaires géants sont susceptibles de s'effondrer et de se fragmenter. Ces fragments forment alors de petits noyaux denses, qui avec le temps formeront des étoiles. La masse de ces noyaux varie entre une fraction jusqu'à plusieurs fois celle du Soleil (M☉). Ils sont appelés nébuleuses protostellaires (ou protosolaires). Elles possèdent un diamètre de 0,01 à 0,1 pc (2 000 à 20 000 UA) et une densité de particules (en) d'environ 10 000 à 100 000 par cm3,,. L'effondrement initial d'une nébuleuse protostellaire d'une masse solaire prend environ 100 000 ans,. Chaque nébuleuse commence avec une certaine quantité de moment cinétique. Le gaz dans la partie centrale de la nébuleuse, avec un moment cinétique relativement bas, passe par une période de compression rapide et forme un noyau chaud hydrostatique (qui ne se contracte pas) contenant une petite fraction de la masse de la nébuleuse originelle. Ce noyau deviendra l'étoile,. Alors que l'effondrement continue, la conservation du moment cinétique amène l'accélération de la rotation de l'enveloppe tombante,, ce qui empêche grandement le gaz de s'amalgamer directement sur le noyau central. Au lieu de s'amalgamer, le gaz est forcé de s'étendre vers l'extérieur, près de son plan équatorial, formant un disque,,. Le noyau s'agrandit graduellement et sa masse augmente jusqu'à ce qu'il devienne une jeune protoétoile chaude. À ce stade, la protoétoile et son disque sont grandement obscurcis par l'enveloppe qui dégonfle et ne sont donc pas directement observables. En fait, l'opacité de l'enveloppe restante est si grande que même les radiations d'une longueur d'onde de l'ordre du millimètre ont de la difficulté à s'en échapper,. De tels objets sont observés comme des condensations très lumineuses qui émettent principalement des ondes d'ordre millimétrique, ou même plus petites. Elles sont classifiées comme protoétoiles de classe spectrale 0. L'effondrement est souvent accompagné par des jets bipolaires qui émanent près de l'axe de rotation du disque. Les jets en général sont d'ailleurs fréquemment observés dans des régions de formations d'étoiles (comme pour l'objet Herbig-Haro). La luminosité des protoétoiles de classe 0 est élevée. Ainsi, par exemple, une protoétoile d'une masse solaire peut radier à plus de 100 luminosités solaires. La source de cette énergie est l'effondrement gravitationnel, alors que leurs noyaux ne sont pas encore assez chauds pour commencer la fusion nucléaire,.

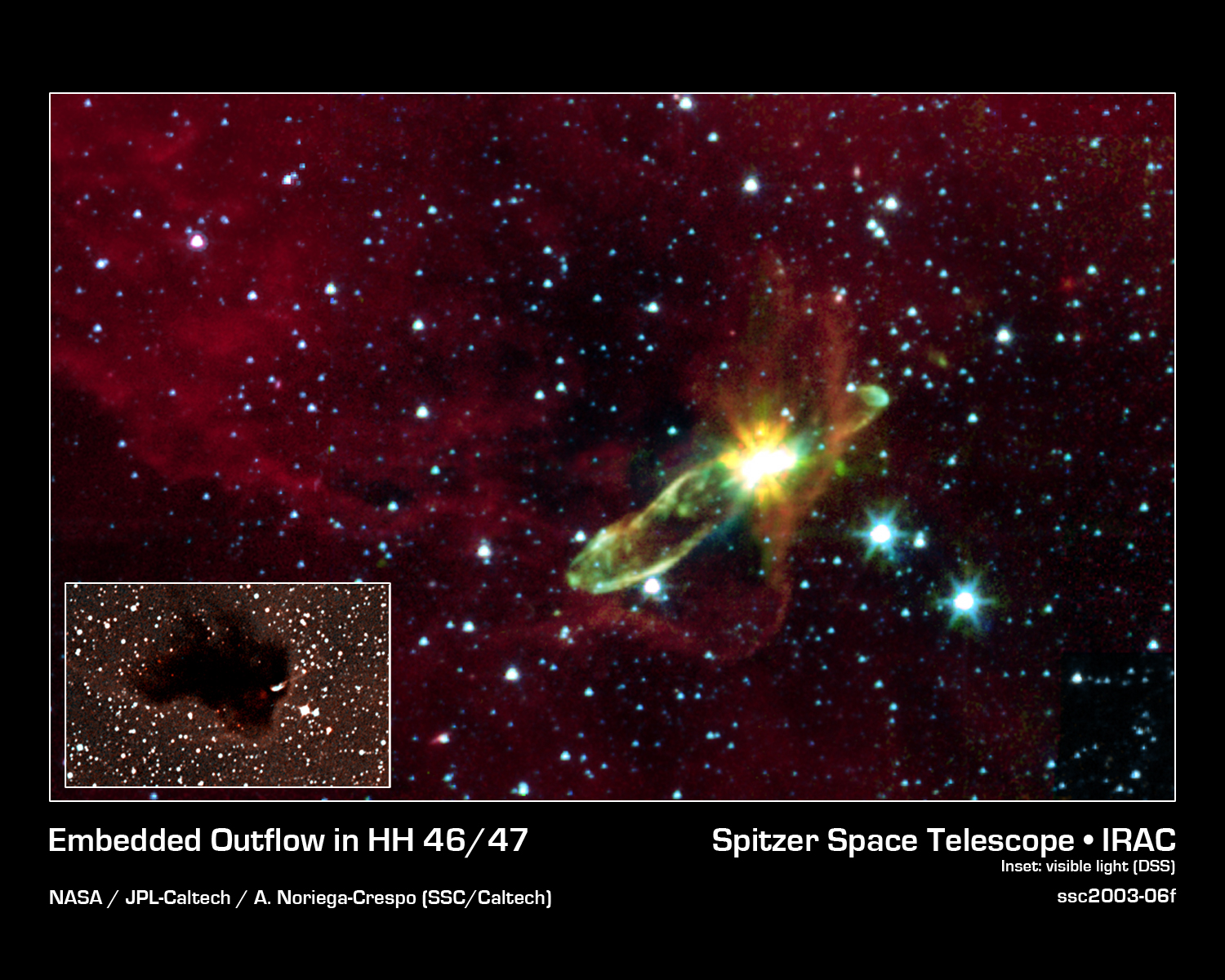
Image en infrarouge du flux moléculaire provenant d'une étoile nouvellement née HH 46/47, quelque peu cachée.

Alors que la matière de l'enveloppe continue de tomber sur le disque, elle devient finalement mince et transparente et le jeune objet stellaire devient observable, d'abord dans l'infrarouge lointain, puis plus tard dans le spectre visible. À peu près à ce moment, la protoétoile commence à fusionner du deutérium. Si la protoétoile est suffisamment massive (au-delà de 80 masses joviennes (MJ)), la fusion de l'hydrogène suivra. Autrement, l'objet deviendra une naine brune. La naissance de cette nouvelle étoile arrive approximativement 100 000 ans après le début de l'effondrement. Ces objets sont, à ce stade, connus comme des protoétoiles de classe I, qui sont aussi appelées des étoiles T Tauri jeunes, protoétoiles enveloppées, ou jeunes objets stellaires. À cette étape de formation, l'étoile a déjà obtenu par accrétion la majeure partie de sa masse : le total de la masse du disque et du reste de l'enveloppe n'excèdent pas 10 à 20 % de la masse du jeune objet stellaire.
À l'étape suivante, l'enveloppe disparait complètement, ayant été recueillie par le disque, et la protoétoile devient alors une étoile classique T Tauri. Cela arrive après environ un million d'années. La masse du disque autour d'une étoile T Tauri classique est d'environ 1 à 3 % celle de la masse stellaire, et il continue son accrétion à un rythme de 10−7 à 10−9 M☉ par année. Une paire de jets bipolaires sont aussi généralement présents.
Cette accrétion explique toutes les propriétés particulières d'une étoile T Tauri classique : fort courant dans les raies d'émission (jusqu'à 100 % de la luminosité intrinsèque de l'étoile), une activité magnétique, une variabilité photométrique et la présence de jets. Les raies d'émission sont donc formées lorsque le gaz accrété touche la « surface » de l'étoile, qui se produit aux alentours de ses pôles magnétiques. Les jets sont des sous-produits de l'accrétion : ils résultent d'un moment cinétique excessif. Le stade de l'étoile classique T Tauri s'étend sur environ 10 millions d'années. Éventuellement, le disque se dissipera par l'accrétion sur l'étoile centrale, la formation de planètes, l'éjection par les jets et la photo-évaporation par rayons ultraviolets (UV) de l'étoile centrale. Conséquemment, la jeune étoile devient une étoile T Tauri à raies faibles, ce qui, sur une période de plusieurs centaines de millions d'années, évoluera en une étoile de la séquence principale telle notre Soleil.

### Disques protoplanétaires

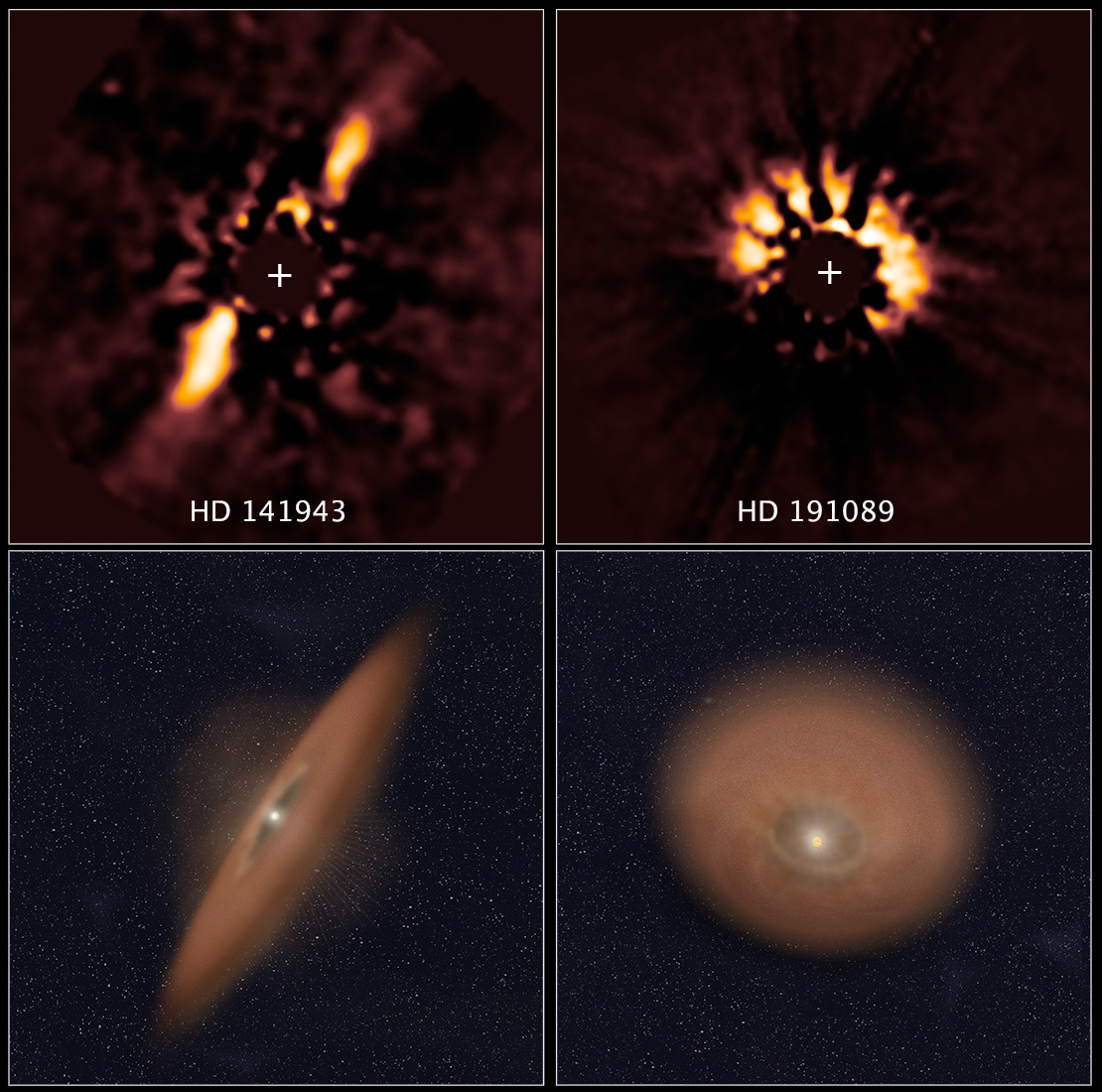
Disque de débris détecté par Hubble des étoiles HD 141943 et HD 191089.

Sous certaines conditions, le disque, qui peut alors être appelé protoplanétaire, peut donner naissance à un système planétaire. Les disques protoplanétaires ont été observés autour d'une grande proportion d'étoiles dans des regroupements d'étoiles jeunes,. Ils existent dès le début de la formation de l'étoile, mais ne sont pas observables aux premières étapes à cause de l'opacité de l'enveloppe qui les entoure. On pense que le disque d'une protoétoile de classe 0 est très massif et chaud. Il s'agit d'un disque d'accrétion, qui nourrit la protoétoile qui se situe en son centre,. La température peut y atteindre de 400 kelvins (K), à partir de 5 UA, jusqu'à 1 000 K à 1 UA. Le réchauffement du disque est principalement causé par la dissipation de turbulences en son sein par viscosité et par la chute de gaz de la nébuleuse,. La haute température du disque interne amène l'évaporation du matériel volatil tel — de l'eau, de la matière organique et quelques roches —, laissant seulement les éléments plus réfractaires comme le fer. La glace ne peut seulement survivre que dans les parties externes du disque.

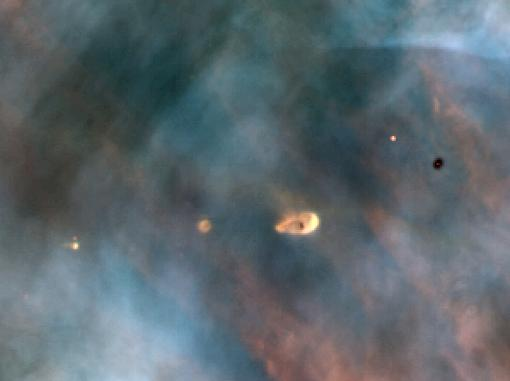
Une protoplanète en formation dans la nébuleuse d'Orion.

Les principaux problèmes de la physique des disques d'accrétion concernent la création de turbulences ainsi que le mécanisme responsable de la haute viscosité effective. La viscosité effective serait responsable du transport de masse vers la protoétoile centrale ainsi que de son élan vers la périphérie du disque. Elle expliquerait la perte de moment cinétique nécessaire pour l'accrétion sur la protoétoile centrale,. Le résultat de ce processus est l'augmentation de la taille de la protoétoile et du rayon du disque, qui peut atteindre jusqu'à 1 000 UA si le moment cinétique initial de la nébuleuse est assez grand. Des grands disques sont généralement observés dans plusieurs régions de formation d'étoiles comme la nébuleuse d'Orion.
La durée de vie des disques d'accrétion est d'environ 10 millions d'années. Au moment où l'étoile atteint l'étape T-Tauri classique, le disque devient plus mince et se refroidit. De la matière moins volatile commence à se condenser près de son centre, formant des grains de poussière contenant des silicates cristallins d'environ 0,1 à 1 μm. Le transport de cette matière vers l'extérieur du disque peut mélanger ces nouveaux grains de poussière avec des grains primordiaux, qui contiennent de la matière organique et d'autres substances plus volatiles. Ce mélange peut expliquer certaines particularités dans la composition des corps composants le Système solaire, comme la présence de grains interstellaires dans les météorites primitives et des incursions réfractaires dans les comètes.

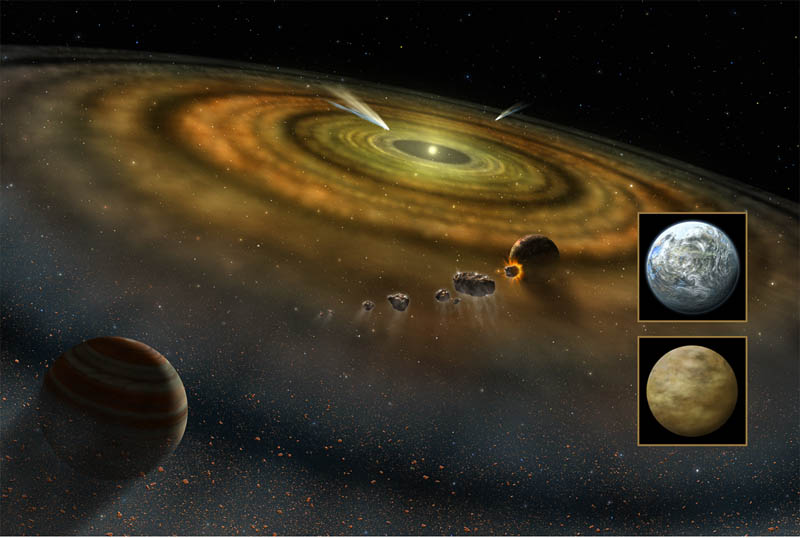
Vue d'artiste de différents processus de formation des planètes autour de Beta Pictoris, incluant des exocomètes et d'autres types de planétésimaux.

Les particules de poussières ont tendance à s'agglutiner ensemble dans l'environnement très dense du disque, menant à la formation de particules plus grandes, jusqu'à plusieurs centimètres de grosseur. Les traces de la création de cette poussière et de sa coagulation peuvent être observées dans le spectre infrarouge des jeunes disques. Cela peut mener à la formation de planétésimaux mesurant plus de 1 km de diamètre, qui sont les éléments à la base de la formation des planètes,.
La formation des planétésimaux est un autre des problèmes irrésolus de la physique des disques. En effet, l'agglutination devient inefficace alors que les particules de poussières deviennent plus grosses. L'hypothèse la plus acceptée est la formation par instabilité gravitationnelle. Ainsi, des particules de plusieurs centimètres ou plus s'installent lentement près du plan central du disque, formant une très mince (moins de 100 km) mais très dense couche. Cette couche serait gravitationnellement instable et pourrait se fragmenter en plusieurs morceaux, qui plus tard formerait des planétésimaux,. La formation des planètes peut aussi être causée par l'instabilité gravitationnelle du disque lui-même, ce qui mène à sa fragmentation en plus gros morceaux. Certains d'entre eux, s'ils sont assez denses, vont s'effondrer, ce qui peut mener à la formation rapide de géantes gazeuses, et même de naines brunes, sur une période d'environ 1 000 ans. Malgré tout, cela reste seulement possible dans les disques dits « massifs » (plus massifs que 0.03 M☉). En comparaison, un disque typique a une masse entre 0,01 et 0.03 M☉. Parce que les disques plus massifs sont rares, ce mécanisme de la formation des planètes est considéré comme n'étant pas fréquent,. D'un autre côté, ce mécanisme pourrait jouer un rôle majeur dans la formation de naines brunes.

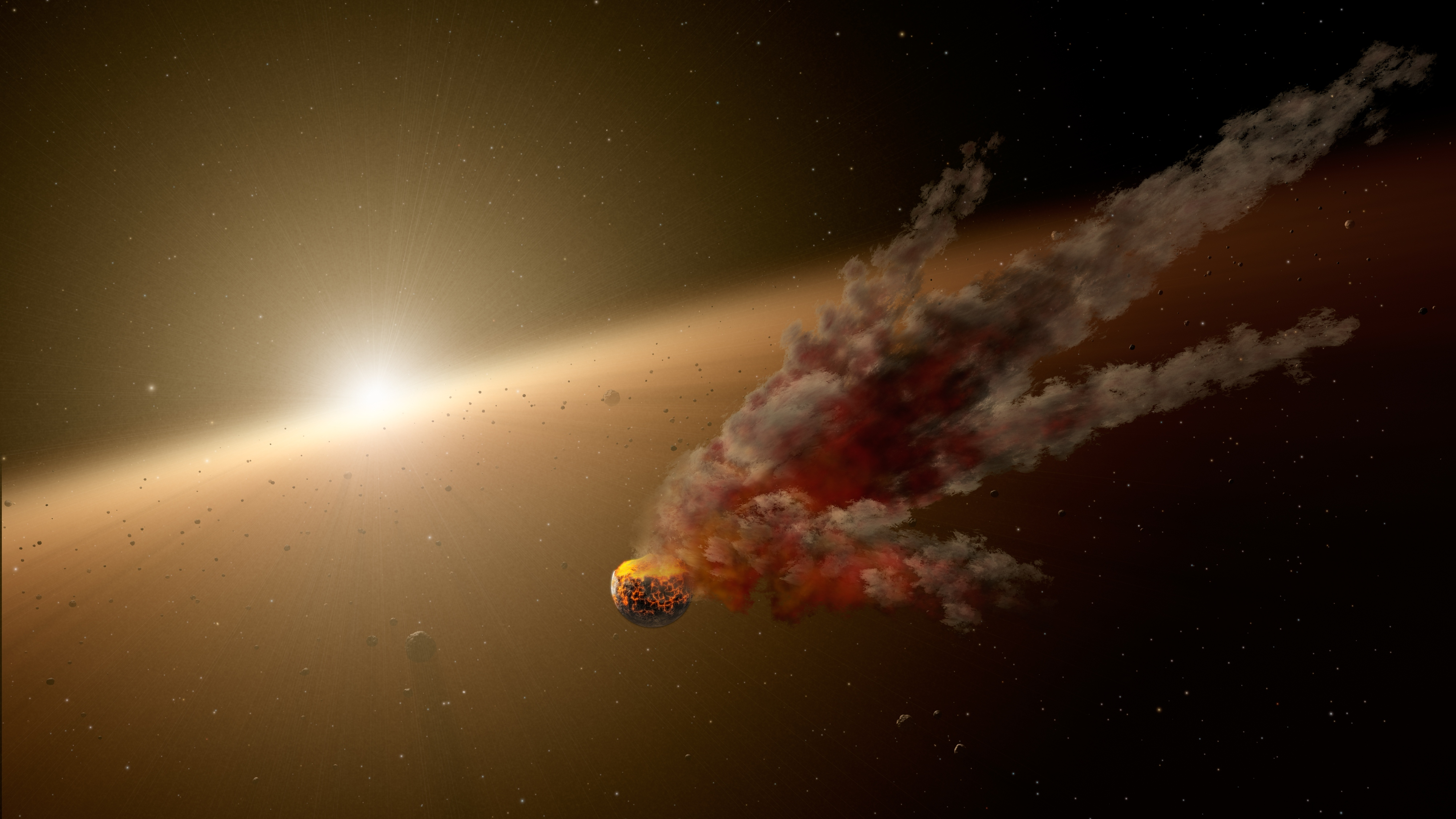
Vue d'artiste de la création de planètes par « coagulation » de la matière.

La dissipation finale des disques protoplanétaires serait produite par un certain nombre de mécanismes différents. La partie centrale du disque est soit accrétée par l'étoile ou rejetée par les jets bipolaires, et la partie extérieure peut s'évaporer sous la puissante radiation UV de l'étoile durant sa phase T Tauri ou par d'autres étoiles environnantes. Le gaz dans la partie centrale peut soit être accrété ou rejeté par les planètes grandissantes, alors que les petites particules de poussières sont éjectées par la pression de radiation de l'étoile en son centre. Ce qui reste à la fin est soit un système planétaire, un reste de disque, ou de la poussière sans planète, ou encore rien du tout, s'il y a eu échec de formation de planétésimaux. Parce que les planétésimaux sont présents en si grand nombre, et s'étendent à la grandeur du disque protoplanétaire, quelques-uns survivent la formation de systèmes planétaires. On croit ainsi que les astéroïdes sont des restes de planétésimaux, se broyant graduellement entre eux en plus petits morceaux, alors que les comètes sont typiquement des planétésimaux venant des confins du système planétaire.
Les météorites sont des échantillons de planétésimaux qui ont atteint la surface d'une planète, et renferment une grande quantité d'information sur la formation du Système solaire. Les météorites de types plus primitifs sont des morceaux de planétésimaux de faible masse, chez lesquels aucune différenciation thermale n'a eu lieu, alors que météorites qui ont vécu ce processus sont des morceaux de planétésimaux massifs qui se sont détruits.

## Formation des planètes

### Les planètes rocheuses

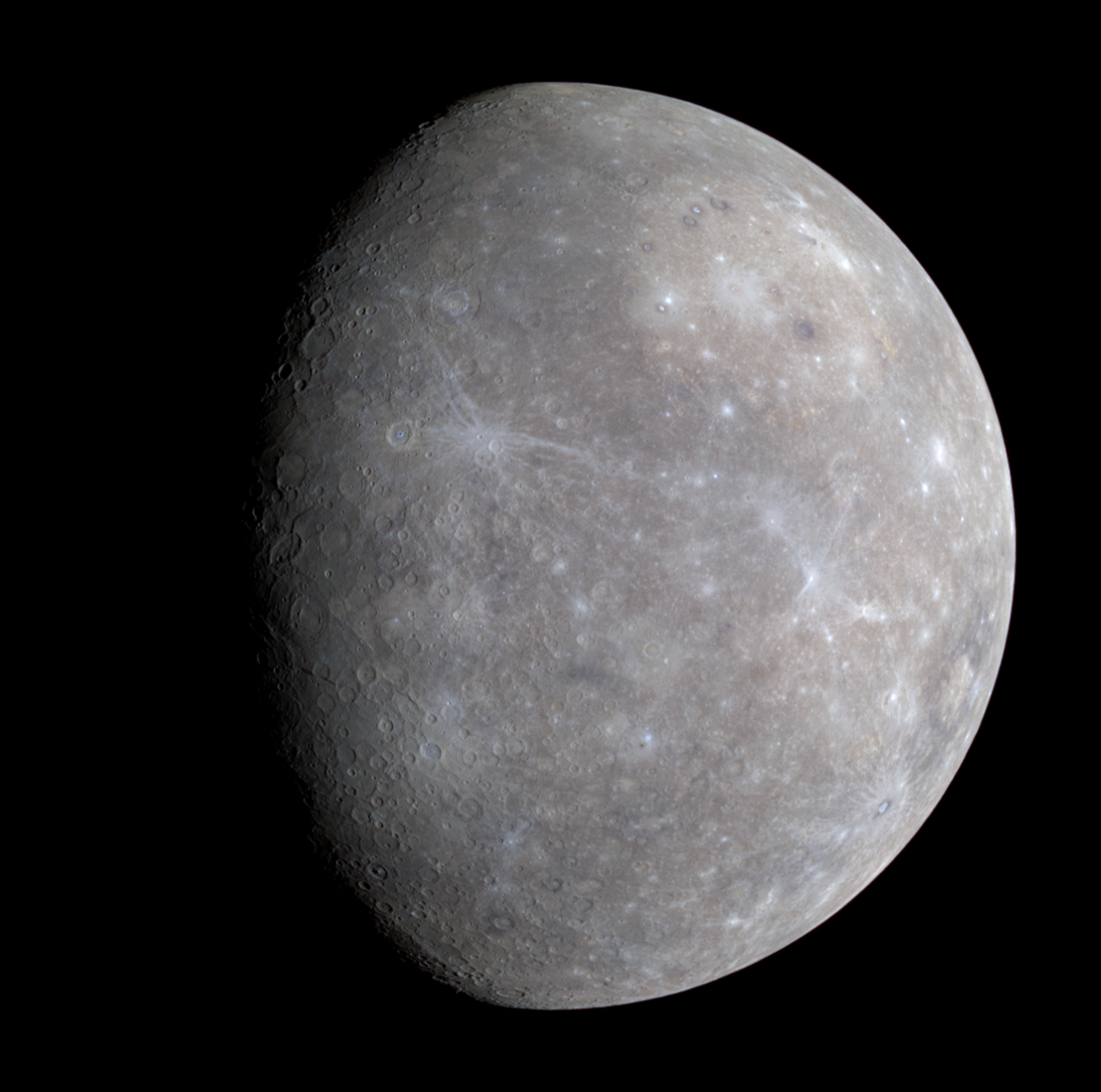
Mercure est une planète tellurique qui s'est formée près du Soleil dans la partie interne du disque protoplanétaire, à l'intérieur de la ligne des glaces.

Selon le modèle du disque de la nébuleuse solaire, les planètes rocheuses se forment dans la partie intérieure du disque protoplanétaire, à l'intérieur de la ligne des glaces, où la température est assez haute pour prévenir la condensation de glace d'eau et d'autres substances sous forme de grains. Ceci résulte en la coagulation de grains purement rocheux et, plus tard, à la formation de planétésimaux rocheux. De telles conditions existeraient dans les parties internes (3 à 4 UA) des disques d'étoiles de types solaires.
Après que de petits planétésimaux se sont formés (environ 1 km de diamètre), l'accrétion exponentielle (accrétion de cœur) s'amorce. On parle d'accrétion exponentielle parce que le taux de croissance de la masse est proportionnel à R4~M4/3, où R et M sont le rayon et la masse du corps en formation. Puisque la vitesse d'agrandissement augmente avec la masse, le système favoriserait le développement de corps plus gros que de corps plus petits. L'accrétion exponentielle dure entre 10 000 et 100 000 ans environ et se termine quand les plus gros corps excèdent environ 1 000 km de diamètre. Le ralentissement de l'accrétion serait causé par les perturbations gravitationnelles des corps plus gros sur les planétésimaux restants,. De plus, l'influence des plus grands corps freine davantage la croissance de plus petits corps.
L'étape suivante est celle de « l'accrétion oligarchique ». Elle est caractérisée par la dominance de plusieurs centaines de ces plus gros corps — des oligarques — qui continue à lentement « accaparer » les planétésimaux. Aucun corps autre que les oligarques peuvent alors croitre. À ce stade, le taux d'accrétion est proportionnel à R2, qui provient de la coupe transversale d'un oligarque. Le ratio d'accrétion spécifique est proportionnel à M−1/3 et il décline avec la masse du corps. Cela permet à de plus petits oligarques de rattraper les plus gros. Ils sont gardés à une distance d'environ 10•Hr (Hr=a(1-e)(M/3Ms)1/3 du rayon de la sphère de Hill, où {\displaystyle a} est le demi-grand axe, {\displaystyle e} est l'excentricité orbitale et {\displaystyle M_{s}} est la masse de l'étoile centrale) les unes des autres par l'influence des planétésimaux restants. Leurs excentricités orbitales et leurs inclinaisons demeurent petites.
Les oligarques continuent de s'accréter jusqu'à ce que les planétésimaux soient tous utilisés dans leurs alentours du disque. Quelquefois, des oligarques qui sont proches l'un de l'autre peuvent se consolider. La masse finale d'un oligarque peut dépendre de sa distance de son étoile et de la densité de la surface des planétésimaux. On l'appelle la masse d'isolation. Pour les planètes rocheuses, on parle de plus de 0.1 M☉, ou une masse martienne. Le résultat final de ce stade oligarchique est la formation d'environ 100 objets d'une masse qui oscille entre celle de la Lune et celle de Mars ; des embryons planétaires espacés uniformément et d'environ 10•Hr. On croit que ces embryons résident à l'intérieur de « trous » dans le disque et qu'ils sont séparés par des anneaux de planétésimaux restants. On estime que cette phase dure quelques milliers d'années,.
La dernière étape de la formation de planètes rocheuses est « l'étape de fusion », qui débute lorsqu'il ne reste qu'un petit nombre de planétésimaux et les embryons deviennent assez massifs pour se perturber les uns les autres, ce qui cause leurs orbites à devenir chaotiques. Au cours de cette étape, les embryons expulsent les planétésimaux restants, et s'entrechoquent. Le résultat de ce processus, qui dure entre 10 et 100 millions d'années, est la formation d'un nombre limité de corps de taille terrestre. Plusieurs simulations montrent que le nombre de planètes qui survivent est en moyenne de 2 à 5,,,. Dans le Système solaire, elles peuvent être représentées par la Terre et Vénus. La formation de chacune de ces planètes aurait nécessité la fusion d'environ 10 à 20 embryons, alors qu'un nombre égal d'entre eux auraient été éjectés du Système solaire. Quelques-uns de ces embryons, qui originent de la ceinture d'astéroïdes, sont considérés comme ayant apporté l'eau sur Terre. Mars et Mercure peuvent être perçues comme des embryons qui ont survécu à cette « rivalité ». Les planètes rocheuses, qui ont réussi à se fusionner, se stabilisent éventuellement sur des orbites plus ou moins stables, ce qui explique pourquoi les systèmes planétaires sont généralement remplis à leur limite, ou en d'autres termes, pourquoi ils apparaissent toujours à être à la frontière de l'instabilité.

### Planètes géantes

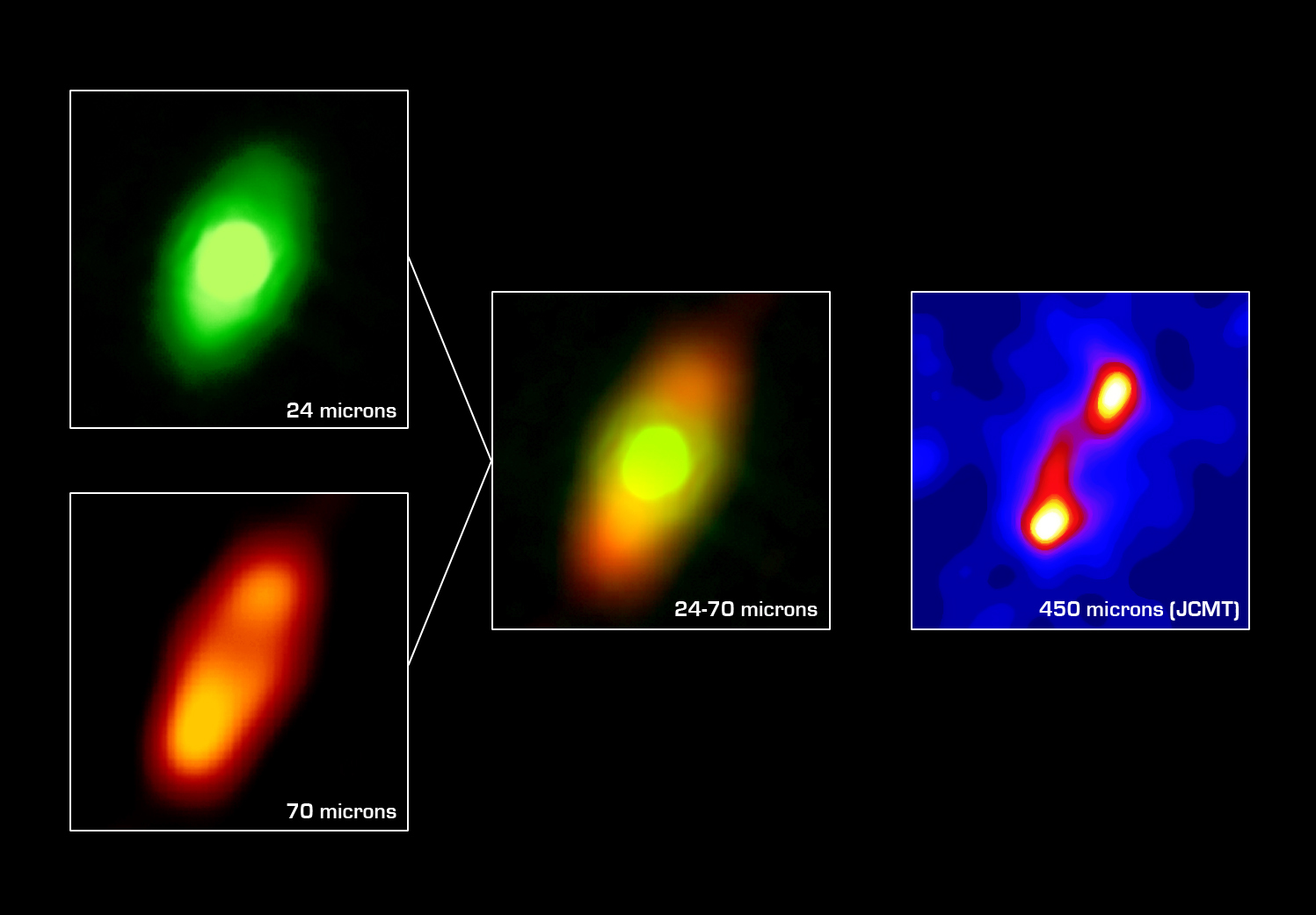
Le disque de poussière autour de Fomalhaut, l'étoile la plus lumineuse dans la constellation du Poisson austral. L'asymétrie du disque peut être causée par une planète géante (ou plusieurs planètes) orbitant l'étoile.

La formation de planètes géantes est une grande problématique irrésolue dans le domaine de la planétologie. Dans la structure du modèle de nébuleuse solaire, il existe deux théories pour expliquer leur formation. La première est celle du « modèle d'instabilité du disque », où les planètes géantes se forment dans des disques protoplanétaires massifs, résultat de la fragmentation gravitationnelle du disque. La seconde possibilité est celle du « modèle d'accrétion du noyau », aussi connu sous le nom de « modèle d'instabilité nucléée »,. Le second scénario est considéré comme étant le plus probable et le plus prometteur, parce qu'il peut expliquer la formation de planètes géantes dans une situation de disques de masses relativement faibles (moins de 0.1 M☉).
Dans ce modèle, la formation de planètes géantes est divisée en deux étapes :
1) l'accrétion d'un noyau d'environ 10 M☉ et 
2) l'accrétion de gaz provenant du disque protoplanétaire,.
Chacune des méthodes pourrait aussi mener à la création de naines brunes,. Des études datant de 2011 ont montré que le noyau d'accrétion est probablement le mécanisme de formation dominant. On croit que la formation des noyaux de planètes géantes se produit de manière semblable à celle des planètes telluriques. Cela débute par des planétésimaux qui passent une phase de croissance exponentielle suivie par une phase oligarchique plus lente.
L'hypothèse ne prédit pas de stade de fusion, en raison de la faible probabilité de collision entre les embryons planétaires dans la partie extérieure du système planétaire. Une autre différence par rapport à la formation des planètes telluriques concerne la composition des planétésimaux, qui, dans le cas des planètes géantes, sont à l'extérieur de la ligne des glaces et sont principalement constitués de glaces. Ainsi, le rapport glace/roche est d'environ 4 pour 1. Cela a pour effet de quadrupler la masse des planétésimaux, qui devient trop grande pour les modèles. Les solutions proposées incluent une masse du disque plus grande – une augmentation d'un facteur de 10 suffirait, la migration de protoplanètes, qui permet aux embryons d'amalgamer plus de planétésimaux, ou une augmentation de l'accrétion due à la trainée de gaz dans les enveloppes gazeuses des embryons,,. La solution peut également être une combinaison des hypothèses précédentes, qui pourrait expliquer la formation de noyaux de géantes gazeuses comme Jupiter et peut-être même Saturne.
La formation de planètes comme Uranus et Neptune est plus problématique, car aucune théorie n'arrive à fournir une explication à la formation in situ de leur noyau à 20-30 UA de l'étoile. Une hypothèse est qu'elles ont initialement procédé à leur accrétion dans la région de Saturne-Jupiter, pour ensuite migrer à leur emplacement actuel. Une fois que leur noyau ont atteint une masse suffisante (5 à 10 M⊕), elles ont commencé à amasser du gaz du disque les entourant. Initialement, il s'agit d'un processus lent, accroissant la masse du noyau à plus de 30 M⊕ en quelques millions d'années,. Après, la vitesse d'accrétion s'accélère significativement et 90 % de la masse restante est accumulé en 10 000 ans. L'accrétion du gaz s'arrête quand la source du disque est épuisée. Ce processus se déroule progressivement, à cause de la formation d'écarts de densité dans le disque protoplanétaire,. Dans ce modèle, les géantes de glace – Uranus et Neptune – sont des noyaux échoués qui ont commencé leur accrétion trop tard alors que la quasi-totalité du gaz était déjà disparu. L'étape après l'accrétion exponentielle du gaz est caractérisée par la migration des géantes nouvellement formées et l'accrétion gazeuse lente continue. La migration serait causée par l'interaction de la planète résidant dans le « trou » avec le reste du disque. Elle s'arrête lorsque le disque protoplanétaire disparait ou quand la fin du disque est atteinte. Ce dernier cas correspond aux Jupiter chauds, qui ont probablement cessé leur migration quand ils ont atteint le « trou interne » du disque protoplanétaire.

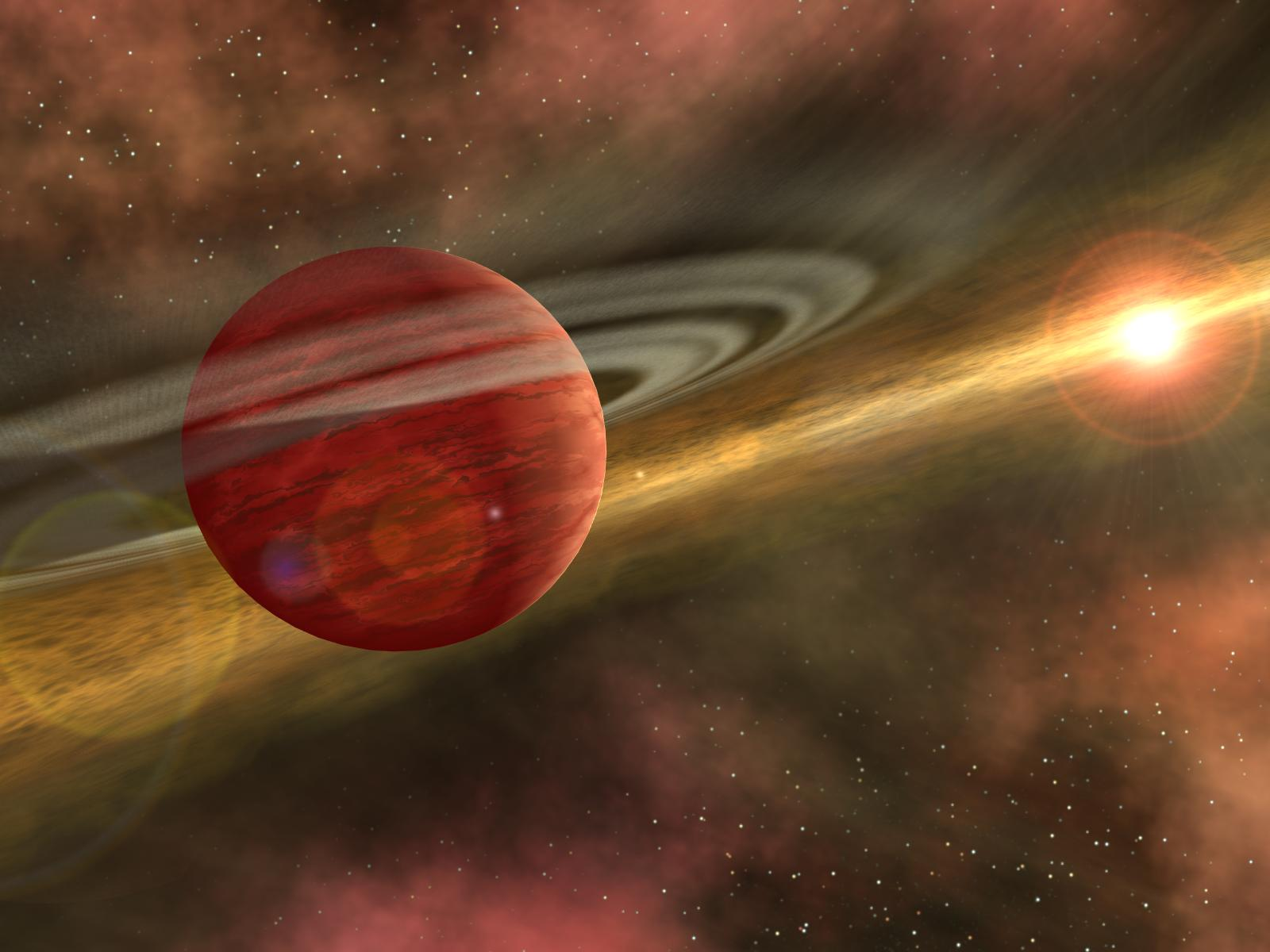
Dans cette vue d'artiste, la planète géante tourne dans un espace vide du disque protoplanétaire d'une étoile.

Les planètes géantes peuvent influencer de manière significative la formation des planètes telluriques. La présence de géantes tend à augmenter les excentricités et les inclinaisons orbitales (voir mécanisme de Kozai) des planétésimaux et des embryons dans la région des planètes telluriques (moins de 4 UA du Soleil),. Si les géantes se forment trop tôt, elles peuvent ralentir et même empêcher l'accrétion de planètes à l'intérieur du disque. Si elles se forment vers la fin de la phase oligarchique, tel que cela se serait produit dans le Système solaire, elles influencent la fusion d'embryons planétaires, les rendant plus violentes, ce qui aurait pour conséquence d'augmenter le nombre et la masse des planètes telluriques. De plus, la taille du système serait plus petite, parce que les planètes telluriques se forment plus près de l'étoile. Malgré cela, l'influence des planètes géantes dans le Système solaire, et particulièrement de Jupiter, est considérée comme étant limitée, parce qu'elles sont relativement loin des planètes telluriques.
Les régions adjacentes aux planètes géantes du système planétaire seront influencées de différentes manières. Dans ces régions, les excentricités des embryons peuvent devenir si grandes que ces derniers peuvent passer près d'une planète géante et être éjectés du système,,. Si tous les embryons sont expulsés, aucune planète ne pourra se former dans cette région. Une conséquence additionnelle est qu'un très grand nombre de petits planétésimaux resteront, parce que les géantes sont incapables de tous les « nettoyer » sans l'aide des embryons. La masse totale résiduelle des planétésimaux sera petite, parce que l'action cumulative des embryons avant leur éjection et des planètes géantes sera encore assez importante pour enlever 99 % des petits corps. Une telle région évoluera éventuellement en une ceinture d'astéroïdes, qui est un analogue parfait à la ceinture d'astéroïdes de notre Système solaire, située entre 2 et 4 UA du Soleil,.

## Définition d'«accrétion»

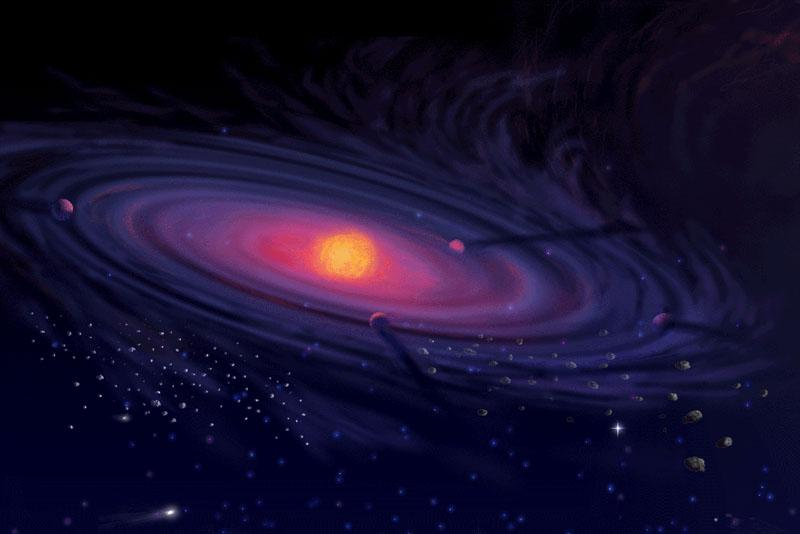
Vue d'artiste d'un disque protoplanetaire

L'utilisation du terme disque d'accrétion pour le disque protoplanétaire mène à une confusion avec le processus d'accrétion planétaire. Le disque protoplanétaire est quelquefois considéré comme un disque d'accrétion, parce que la jeune protoétoile de type T Tauri est encore en cours de contraction. Du matériel gazeux peut encore être en train de s'y agglutiner, s'accumulant sur sa surface provenant de la limite interne du disque. Dans un disque d'accrétion, il y a un flux net de masse d'un plus grand rayon vers un plus petit rayon.
Cela ne doit pas être confondu avec le processus d'accrétion, composant de la formation des planètes. Dans ce contexte, l'accrétion réfère au processus dans lequel les grains de poussière et de glace refroidis, orbitant la protoétoile dans le disque protoplanétaire, s'amalgament et se collent ensemble et grandissant graduellement, jusqu'aux – et incluant des – collisions à haute teneur énergétique entre des planétésimaux de grande taille. De plus, les planètes géantes ont probablement eu des disques d'accrétion à eux, dans le premier sens du mot.

### Traductions
1. ↑  (en) « central regions still as a sub-Jovian object »
2. ↑  (en) « those who believe in the Nebular Theory consider it as certain that our Earth derived its solid matter and its atmosphere from a ring thrown from the Solar atmosphere, which afterwards contracted into a solid terraqueous sphere, from which the Moon was thrown off by the same process »
3. ↑  (en) « the Moon must necessarily have carried off water and air from the watery and aerial parts of the Earth and must have an atmosphere »
4. ↑  (en) « the growth of new systems out of old ones, without the mediation of a Divine power, seemed to him apparently absurd. »

- (en) Cet article est partiellement ou en totalité issu de l’article de Wikipédia en anglais intitulé « Nebular Hypothesis » (voir la liste des auteurs).